# Каџол
Каџол Девган (марат. काजोल देवगन; дев. Мукерџи; 5. август 1974), познатија само као Каџол, индијска је филмска глумица, позната по многобројним улогама у Боливуду. Освојила је рекордних пет Филмферових награда за најбољу главну глумицу.

## Биографија
Рођена је у Бомбају 5. августа 1974. године. Прву улогу је имала у драми Bekhudi из 1992. године. Три године касније је скренула на пажњу на себе улогама у филмовима Каран Арџун и Храбро срце ће одвести невесту. Године 1998. је глумила у три номинована филма за Филмферову награду међу којима је Пусти срце да говори.

## Приватни живот
Каџол потиче из породице у којој се многи њени чланови баве кинематографијом. Њена мајка Тануџа је глумица, а отац Шому Мукерџи је био филмски редитељ и продуцент.
Од 1999. је у браку са Аџајем Девганом.